# Ernestinus
Ernestinus is een geslacht van wantsen uit de familie van de Miridae (Blindwantsen). Het geslacht werd voor het eerst wetenschappelijk beschreven door Distant in 1911.

## Soorten
Het genus bevat de volgende soorten:

- Ernestinus amorphophalli (Poppius, 1915)
- Ernestinus brevis C.S. Lin, 2001
- Ernestinus mimicus Distant, 1911
- Ernestinus nigriscutum C.S. Lin, 2001
- Ernestinus nimicus Distant, 1911
- Ernestinus pallidiscutum (Poppius, 1915)
- Ernestinus puncticollis (Poppius, 1912)
- Ernestinus ramkeshariae Yasunaga & Ishikawa, 2016
- Ernestinus tetrastigma Yasunaga, 2000